# Corybas ponapensis
Corybas ponapensis är en orkidéart som först beskrevs av Takahide Hosokawa och Noriaki Fukuyama, och fick sitt nu gällande namn av Takahide Hosokawa och Noriaki Fukuyama. Corybas ponapensis ingår i släktet Corybas, och familjen orkidéer. Inga underarter finns listade i Catalogue of Life.